# Paul Daimler
Pour les articles homonymes, voir Daimler.
Paul Daimler (13 septembre 1869 à Karlsruhe - 15 décembre 1945 à Berlin) est un ingénieur en mécanique allemand de génie, pionnier de l'automobile, patron héritier de Daimler Motoren Gesellschaft, pionnier de Mercedes-Benz... Fils de Gottlieb Daimler (co-inventeur du moteur à explosion en 1883).

## Biographie
Paul naît le 13 septembre 1869 à Karlsruhe. Fils de Gottlieb Daimler et d'Emma Kunz qui ont cinq enfants. Il hérite du génie en mécanique de son père. 
En 1883 son père Gottlieb Daimler développe le moteur à explosion à quatre temps, inventé par Nikolaus Otto. Avec son ami Wilhelm Maybach il fonde en 1890 la société Daimler Motoren Gesellschaft et confie la direction technique de l'entreprise à son fils l'ingénieur Paul Daimler, alors âgé de 26 ans.

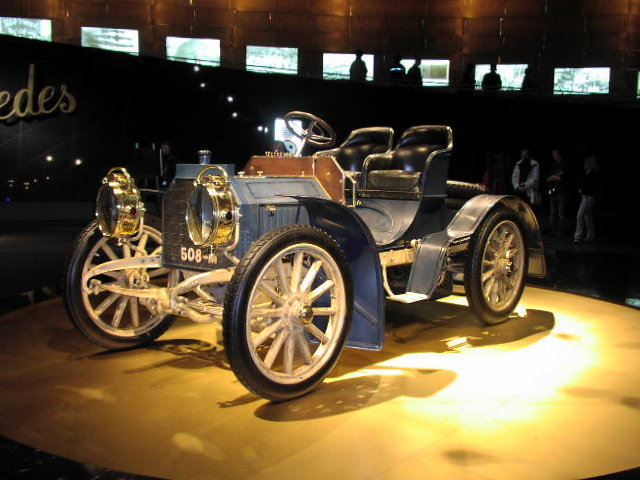
Mercedes Simplex de 1902.

En 1900 Gottlieb Daimler disparaît le 6 mars à Stuttgart à l’âge de 64 ans. Paul lui succède à la direction de Daimler Motoren Gesellschaft.
En 1902 Emil Jellinek, le plus important concessionnaire d'automobile Daimler Motoren Gesellschaft de la Riviera du début du XXe siècle dépose légalement la marque commerciale « Mercedes » du prénom de sa fille alors âgée de 13 ans et signe un « contrat d'exclusivité commerciale » pour les automobiles Daimler Motoren Gesellschaft pour l'Autriche-Hongrie, la France, la Belgique et les États-Unis. Il fait légalement modifier son nom en « Emil Jellinek-Mercedes ». Il fait concevoir et construire par Paul Daimler et Wilhelm Maybach de Daimler Motoren Gesellschaft les premières Mercedes 35 HP de course et Mercedes Simplex qu'il se charge de commercialiser et entre au conseil d'administration de Daimler Motoren Gesellschaft. .
En 1909 Mercedes dépose comme marque la célèbre étoile à trois pointes, pour représenter les trois voies que Gottlieb Daimler avait choisies pour ses moteurs : terre, mer et air, emblème de toutes ses voitures à partir de 1911. 
En 1923 Paul se retire de la direction de Daimler Motoren Gesellschaft à l’âge de 54 ans pour être remplacé par le professeur Ferdinand Porsche (recruté en 1906 et fondateur de Porsche en 1931). Il est alors nommé directeur des études chez le constructeur automobile allemand Horch jusqu'en 1929. 
En 1924 la crise économique des années 1920 conduit Daimler Motoren Gesellschaft et Carl Benz de « Benz & Cie » à mettre leurs intérêts en commun et à fusionner en 1926 pour devenir Mercedes-Benz, constructeur industriel allemand de voitures haut de gamme et de camions. 
Paul Daimler disparaît le 15 décembre 1945 à Berlin à l'âge de 76 ans.